# Nässjö (commune)
La commune de Nässjö est une commune suédoise du comté de Jönköping. 29 907 personnes y vivent. Son siège se trouve à Nässjö.

## Localités
- Äng (287 hab.)
- Anneberg (910 hab.)
- Bodafors (1 932 hab.)
- Flisby (212 hab.)
- Forserum (2 042 hab.)
- Fredriksdal (300 hab.)
- Grimstorp (387 hab.)
- Landsbygd (4 891 hab.)
- Malmbäck (1 029 hab.)
- Nässjö (16 377 hab.)
- Ormaryd (186 hab.)
- Sandsjöfors (164 hab.)
- Solberga (407 hab.)
- Stensjön (220 hab.)